# 天野正道
天野 正道（あまの まさみち、Masamicz AmanoまたはMasamichi Amano、1957年1月26日 - ）は、日本の作曲家、編曲家。秋田県秋田市出身。

## 人物・来歴
秋田県立秋田南高等学校より国立音楽大学に進学し、在学中よりクラシック音楽、現代音楽はもとより、ジャズ、ロック、民族音楽から歌謡曲まで幅広い活動をはじめる。1980年に作曲科首席卒業。同時に優秀生に送られる武岡賞を受賞。1982年に同大学院作曲専攻創作科首席修了。
卒業後、オーストラリアに赴き日本人で初めてフェアライトCMI（Computer Musical Instrument）をマスターし、日本におけるコンピュータミュージックの創始者の一人となる。その後、多くのアーティストのアルバム、映画、アニメ、ビデオの音楽、数多くのCM、TVの音楽を制作する。
1983年・1984年の東京音楽祭世界大会での自作曲の発表、1988年のスペシャルゲストパフォーマンスでの自作曲の発表を経て、数々のイベントの音楽監督を務める。
1992年〜1998年に制作されたOVA『ジャイアントロボ THE ANIMATION-地球が静止する日』では、自作曲を日本のアニメーション界では初めて、ワルシャワ国立フィルハーモニー管弦楽団を指揮してサウンドトラックを毎回録音している。その後も『新海底軍艦』、『魔界転生』、『プリンセスナイン』、その他などでも同管弦楽団を指揮して自作曲を録音している。また、『エヴァンゲリヲン新劇場版』、『シン・ゴジラ』、『シン・エヴァンゲリオン』、『シン・ウルトラマン』などでは盟友。鷺巣詩郎楽曲のオーケストラ編曲を、ワルシャワフィルセッションでは指揮も担当している。
2017年に開催された『シン・ゴジラ対シン・エヴァンゲリオン交響楽』（於オーチャードホール）でもオーケストラ編曲、指揮を担当している。
吹奏楽編成による楽曲の作曲・編曲も多く、その一例として、2015年以降、岩井直溥の後を引き継いでニュー・サウンズ・イン・ブラスの編曲・指揮を担当している。
2017年、天野正道60th記念公演アニバーサリー・コンサート・ツアーを全国各地（秋田・東京・川崎・福岡・川越）で開催。
第23回(2000年)・第24回(2001年)日本アカデミー賞音楽部門優秀賞受賞。第10回(2000年)日本吹奏楽学会アカデミー賞受賞(作・編曲部門)。第43回(2010年)JBA下谷賞受賞。
日本音楽著作権協会（JASRAC）正会員、国際現代音楽協会（ISCM）会員、21世紀の吹奏楽"響宴"会員、尚美ミュージックカレッジ専門学校特別講師、東京音楽大学特任教授、中部楽器技術専門学校特別講師。

## 主な作品・楽曲担当

### アニメーション
| 年            | タイトル                                         |
| ------------- | ------------------------------------------------ |
| 1983年 1984年 | みゆき                                           |
| 1986年        | 那由他 OVA                                       |
| 1987年 1996年 | 超神伝説うろつき童子                             |
| 1992年 1998年 | ジャイアントロボ THE ANIMATION -地球が静止する日 |
| 1992年        | 見ると強くなる 痛快!横綱アニメ ああ播磨灘        |
| 1995年        | 新海底軍艦                                       |
| 1995年        | 秘境探検ファム&イーリー                          |
| 1998年 1999年 | 地獄先生ぬ〜べ〜 OVA                             |
| 1998年        | 魔界転生                                         |
| 1998年        | プリンセスナイン 如月女子高野球部                |
| 1999年        | てなもんやボイジャーズ                           |
| 1999年 2000年 | メルティランサー                                 |
| 2000年        | sin THE MOVIE                                    |
| 2000年        | メーテルレジェンド                               |
| 2001年 2002年 | しあわせソウのオコジョさん                       |
| 2003年 2004年 | ストラトス・フォー センシティブ・ポルノグラフ    |

### ゲーム
| 年     | タイトル                                                        |
| ------ | --------------------------------------------------------------- |
| 1998年 | エルテイルモンスターズ                                          |
| 2003年 | ファンタシースターオンライン エピソード3 カードレボリューション |
| 2004年 | 鬼武者3                                                         |
| 2006年 | ファンタシースターユニバース                                    |
| 2007年 | マリオ&ソニック AT 北京オリンピック                             |
| 2007年 | ナイツ 〜星降る夜の物語〜                                       |
| 2009年 | 無限航路                                                        |
| 2013年 | 聖闘士星矢 ONLINE                                               |

### 映画
| 年     | タイトル                                                                         |
| ------ | -------------------------------------------------------------------------------- |
| 1983年 | うる星やつら オンリー・ユー （安西史孝、小林泉美と共作）                         |
| 1985年 | オーディーン 光子帆船スターライト （宮川泰、羽田健太郎、高崎晃、安西史孝と共作） |
| 1986年 | プライド・ワン                                                                   |
| 1987年 | 星の牧場 （安西史孝、熱田公紀と共作）                                            |
| 1989年 | 風の又三郎 （冨田勲と共作）                                                      |
| 1999年 | おもちゃ                                                                         |
| 2000年 | The AURORA 海のオーロラ                                                          |
| 2000年 | バトル・ロワイアル                                                               |
| 2002年 | シックス・エンジェルズ                                                           |
| 2003年 | バトル・ロワイアルII 鎮魂歌                                                      |
| 2004年 | NITABOH 仁太坊-津軽三味線始祖外聞                                                |
| 2005年 | 劇場版 甲虫王者ムシキング グレイテストチャンピオンへの道                         |
| 2007年 | 甲虫王者ムシキング スーパーバトルムービー 〜闇の改造甲虫〜                       |

### ビデオ映画
- 殺しのメロディ Lady Smith（1990年、東映Vシネマ）

### 管弦楽
- 交響組曲第1番
- 交響組曲第2番「GR」
- 交響組曲第3番「GR」
- 交響組曲第4番「FI」
- 交響組曲第5番「NR」
- 交響組曲第6番「PN」
- 交響組曲第7番「BR」
- 交響組曲第8番「SIN」
- 交響組曲第9番「海のオーロラ」
- 交響組曲第10番「BRII」
- 交響組曲「MK2」
- Métamorphosées pour Ka-Den-Syo 2001
- Fanfare pour la Fêtê du 85e.Anniversaire Shobi 2010

### 吹奏楽
- エクスピエイション《贖罪》（藤村女子中・高校吹奏楽部委嘱作品）〈1999〉
- 放射と瞑想［パート1 パート2］（第2回 21世紀の吹奏楽“響宴”委嘱作品）〈1999〉
- 舞楽（都立永山高等学校初演）〈1999〉
- 架空のバレエのための音楽2〈2000〉
- 瑜伽行中観 吾妻鏡異聞（藤村女子中・高校吹奏楽部委嘱作品）〈2000〉
- 抑圧から解放へ〈2000〉
- 出エジプト記〈2001〉
- メタモルフォーセス（藤村女子中・高校吹奏楽部委嘱作品）〈2001〉
- おほなゐ～1995.1.17 阪神淡路大震災へのオマージュ～（陸上自衛隊東部方面音楽隊委嘱作品）〈2001〉
- Concerto Grosso（第5回 21世紀の吹奏楽“響宴”委嘱作品）〈2002〉
- ウナ・オベルテューラ・エスパニョール・ファルサ「エル・ジャルダン・デ・ロス・レクエルドス」〈2002〉
- ラ・フォルム・ドゥ・シャク・アムール・ションジュ・コム・ル・カレイドスコープ（創価グロリア吹奏楽団委嘱作品）〈2003〉
- La suite excentrique（埼玉県立与野高等学校吹奏楽部委嘱作品）〈2003〉
- Fanfare Symphonique（福岡大学応援指導部吹奏楽団委嘱作品）〈2004〉
- Alas de Hierro ～虚空に散った若き戦士達への鎮魂歌～（鹿児島・J.S.B.吹奏楽団委嘱作品）〈2004〉
- ストラクチュアⅡ（藤村女子中・高校吹奏楽部委嘱作品）〈2004〉
- とびうめにのせて（第19回国民文化祭・ふくおか 福岡県吹奏楽連盟委嘱作品）〈2004〉
- レジェンダ・イ・レジェネアチェァ（CAFUAセレクション2004 吹奏楽自由曲選収録曲）
- 鼓響・・・故郷 Ⅰ.童歌 Ⅱ.奏春 Ⅲ.鼓響（秋田吹奏楽団創立30周年記念委嘱作品）〈2005〉
- 忠臣蔵異聞（NTT東日本東京吹奏楽団創立50周年記念委嘱作品）〈2007〉
- 交響組曲「ガイア」2楽章（浜松交響吹奏楽団創立30周年記念委嘱作品）〈2007〉
- ファントム・ドゥ・ラムール -幻影-〈2007〉
- ル・ポルトレ・ドュン・ファミィユ（富山ミナミ吹奏楽団委嘱作品）〈2008〉
- カプレーティとモンテッキ「ロメオとジュリエット」その愛と死（第23回国民文化祭・いばらき2008委嘱作品）
- 明日への夢（足立区立第十四中学校吹奏楽部委嘱作品）〈2009〉
- コンツェルト・ムジーク（春日市民吹奏楽団創立30周年記念委嘱作品）〈2009〉
- アダージョ・スウォヴィアンスキェ（グラールウインドオーケストラ委嘱作品）〈2009〉
- Deux Situations（創価学会関西吹奏楽団委嘱作品）〈2010〉
- ヒロシマ・ブリル・エル・ソル（広島県一般吹奏楽連盟委嘱作品）〈2010〉
- 花の香 桜～桂花～薔薇〈2011〉
- 閻浮檀金幻想 ～吾妻鏡異聞～（長野県立長野西高等学校吹奏楽部委嘱作品）〈2011〉
- カプリス（丹南地区吹奏楽祭第30回記念 福井県吹奏楽連盟委嘱作品）〈2011〉
- 沢地萃〈2012〉
- 緑〜微分音、クラスター及び音密度収束と拡散の為のエチュード〜（神奈川県・綾瀬市立北の台中学校委嘱作品）〈2013〉
- ドゥジエム セリエ アルモニク「調和級数」（羽村市立羽村第一中学校吹奏楽部委嘱作品）〈2014〉
- レトレ・ル・ネオン 〜サルトルとボーヴォワール 哲学と愛、そして新しい愛のかたち〜（埼玉県立越谷西高等学校吹奏楽部委嘱作品）〈2014〉
- 白檀 〜ポリテンポ、ポリトナール、ポリリズム及び多次元的ミクロアンサンブル集合体のためのサウンドスケープ〜（神奈川県・綾瀬市立北の台中学校委嘱作品）〈2014〉
- ストラクチュアⅢ〈小編成〉（出雲市立光中学校委嘱作品）〈2014〉
- トラジチニ･ソナタ･ナ･ジュレバカ･イ･プウォーヴェ（グラールウインドオーケストラ委嘱作品）〈2014〉
- 天雷无妄（浜松交響吹奏楽団創立40周年委嘱作品）〈2014〉
- 雫～ウインド・アンサンブルのための～〈2015〉
- シネマ・シメリック（文教大学吹奏楽部委嘱作品）〈2015〉
- そして静けさは森の中へ・・・ Alterna Version（川越奏和奏友会吹奏楽団初演）〈2015〉
- プロフォンドウム〜地底〈2016〉
- プレリューディオ・エスプレッシーヴァ（出雲市立平田中学校吹奏楽部委嘱作品）〈2016〉
- ヴァージョン・リミックス・パァ・ラ・フォルム・ドゥ・シャク・アムール・ションジュ・コム・ル・カレイドスコープ（グラールウインドオーケストラ委嘱作品）〈2016〉
- パラフレーズ･パァ「スタティック･エ･エクスタティック」アヴェック･アン･プロローグ･エ･レピローグ（川崎市立東橘中学校吹奏楽部委嘱作品）〈2016〉
- アマービレ（土気シビックウインドオーケストラ委嘱作品）〈2016〉
- ジュウ・シメリック（土気シビックウインドオーケストラ委嘱作品）〈2016〉
- 平田幻想 十六島～平田祭り～猪目洞窟～黄泉の穴～布都御魂神（出雲市立平田中学校委嘱作品）〈2016〉
- L'être-pour-autrui（第20回 21世紀の吹奏楽“響宴”委嘱作品）〈2017〉
- 内触覚的変容〈2017〉
- 交響組曲「秋田」より はまなすの章「はまなすの詩〜1945.8.14 土崎の記憶〜」（秋田吹奏楽団第40回定期演奏会記念委嘱作品）〈2018〉
- オルレアンの少女（文教大学吹奏楽部委嘱作品）〈2019〉
- 五行相剋（浜松交響吹奏楽団委嘱作品）〈2020〉
- Libe'ration（北陸高等学校吹奏楽部委嘱作品）〈2020〉
- 波瀾万丈（グラールウインドオーケストラ委嘱作品）〈2021〉
- レトロ（2023年度 全日本吹奏楽コンクール課題曲Ⅲ 委嘱作品）〈2022〉

#### 交響曲
- 交響曲第一番「グラール」

#### 交響組曲
- 交響組曲第1番より
- 交響組曲第2番「GR」より
同じ交響組曲第2番をベースにしながら、楽曲構成などが異なる「トレインチェイス・エディション」も存在する
- 交響組曲第3番「GR」より
- 交響組曲第4番「FI」より
- 交響組曲第5番「NR」より
- 交響組曲第6番「PN」より
- 交響組曲第7番「BR」より
- 交響組曲第8番「SIN」より
- 交響組曲第9番「海のオーロラ」より
- 交響組曲第10番「BRII」より
- 交響組曲「MK2」より
- 交響組曲「ガイア」
- 「GR」よりシンフォニック・セレクション
初出時のタイトルは交響組曲「GR」よりシンフォニック・セレクション
- 交響組曲“GR”「地球が静止する日」

#### 協奏曲
- ティンパニ協奏曲
- ユーフォニアム協奏曲
- アルトサキソフォン協奏曲
- エレクトリックバイオリンとエレキギターの為の小協奏曲
- 3つの印象 ～ユーフォニアムとウインドオーケストラのための～ Trois impressions pour Euphonium et Harmonie 2007
- Ballade pour Saxophone alto 2010
- Concerto for 4 JUNO-STAGE and Wind Orchestra 2011

### 室内楽
- 阿僧祇（Flute［Alto Fl.］、篠笛、Violin、Contrabass、Piano, 2 Percussions）
- 秋韻I〜VI（Vocoder［Synthesizer］、Harp、Piano、Percussion）
- 喩俄
- 相生相剋 巻ノ弐（Flute［Piccolo］、十七絃箏）
- ストラクチュア（管打八重奏）
- トォロワジエム・バレエ・シメリック（管打八重奏）
- セカンド・バトル（サックス五重奏）
- ペンタゴン 〜5人の打楽器奏者のための〜（打楽器五重奏）
- ソノリテ・エ・ムーヴマン（打楽器五重奏）
- …そして静けさは森の中へ（打楽器八重奏）
- ストロベリーフィールズの薔薇〜イマジンへの憧憬（打楽器八重奏）
（ストロベリーフィールズの薔薇〜9.11 平和への祈り）
- ル・カオス・エ・ラルモニエ（管打六重奏）
- 天空に舞う6人の天使たち（フルート六重奏）
- クールール・エ・ムーヴマン（フルート五重奏）
- 巽為風 金管八重奏の為に（金管八重奏）
- Fantastique Elegie（1991）
- Pieśń Drwala i Wiejska Zabawa（1991）
- Vib Letter（1991）
- Kwartet smyczkowy Sur le nom de BACEWICZ et SZYMANOWSKI（1992）
- Fantaja（1994）
- Florata（1999）
- Dowcip（2001）
- La forme de chaque amour（2002）
- Trois Pieses（2002）
- Kaleidoscope（2002）
- Octagon（2003）
- Quatuor（2003）
- Cori spezzati（2004）
- deux danses（2004）
- l'incohérent（2004）
- Thanatos（2005）
- Romance sur le nom de André Henry（2005）
- La marée et l'algue（2005）
- LA（2006）
- Fantaisie de Cantus sur le nom de KANA et REIKO（2006）

### 編曲

#### 吹奏楽編曲
- 三善晃 - 『交響三章』から第3楽章、『管弦楽のための協奏曲』、『変容抒情短詩』、『竹取物語』
- 矢代秋雄 - 『交響曲』から第4楽章
- 深井史郎 - 『パロディ的な四楽章』から「ルーセル」
- 黛敏郎 －『バッカナール』、『BUGAKU』より
- モーリス・ラヴェル - 『左手のためのピアノ協奏曲』、『クープランの墓』より、『夜のガスパール』よりスカルボ、『ラ・ヴァルス』
- モートン・グールド - 『祝典のための音楽』
- 譚盾 - 『交響曲1997 天・地・人』
- ヱヴァンゲリヲン新吹奏楽版 其の1、其の2（2009年）
- ブラバンAKB48!（2013年）

#### オーケストレーション
（※いずれも、作曲は鷺巣詩郎が担当。）
- エヴァンゲリオン交響楽（1996年）
- ヱヴァンゲリヲン新劇場版：破（2009年）
- ヱヴァンゲリヲン新劇場版：Q（2012年）
- マギ The labyrinth of magic（2012年）
- マギ The kingdom of magic（2013年）
- 進撃の巨人 ATTACK ON TITAN（2015年）
- 進撃の巨人 ATTACK ON TITAN END OF THE WORLD（2015年）
- シン・ゴジラ（2016年）
- ベルセルク（2016年 - 2017年）
- シン・エヴァンゲリオン劇場版（2021年）

### 指揮

#### アニメーション
- コードネームはCHARMER（1990年）
- SSSS.GRIDMAN（2018年）

#### ゲーム
- PHANTASY STAR ONLINE EPISODEⅢ C.A.R.D.Revolution（2003年）
- PHANTASY STAR UNIVERSE（2006年）

#### サウンドトラック
- 電脳戦機バーチャロン『Cyber Net Rhapsody』（1995年）
- 電脳戦機バーチャロン『COUNTER POINT』（1996年）
- ヱヴァンゲリヲン新吹奏楽版 其の1、其の2（2009年）
- ブラバンAKB48!（2013年）

#### コンサート
- ファンタシースターシリーズ25周年記念コンサート『Sympathy2013』（2013年）
- ファンタシースターオンライン15周年記念コンサート『Sympathy2015』（2016年）
- シン・ゴジラ対エヴァンゲリオン交響楽（2017年）
- エヴァンゲリオンウインドシンフォニー（2018年）
- エヴァンゲリオンウインドシンフォニー（2019年）
- 『ファンタシースターオンライン』シリーズ20周年記念コンサート『Sympathy2021』（2021年）
- エヴァンゲリオンウインドシンフォニー（2022年）
- エヴァンゲリオンウインドシンフォニー（2023年）
- 『PSO2』10周年&ファンタシースターシリーズ35周年記念プロジェクト オーケストラコンサート『Sympathy2023』（2023年）
- エヴァンゲリオンウインドシンフォニー（2024年）

### 書籍・楽譜
- 吹奏楽部員のための和声がわかる本 ヤマハミュージックメディア（2014年）
- シン・ゴジラ スコア音楽集 コンデンス・スコア編曲（2017年）